# Верх-Казанка
Верх-Казанка — село в Большемуртинском районе Красноярского края России. Административный центр Верх-Казанского сельсовета.

## История
Основано в 1911 году. По данным 1926 года в Верхне-Казанской имелось 49 хозяйств и проживало 253 человека (в основном — татары). Функционировала школа I ступени. В административном отношении деревня входила в состав Казанского сельсовета Больше-Муртинского района Красноярского округа Сибирского края.

## География
Село находится в центральной части края, в подтаёжно-лесостепном районе лесостепной зоны, на правом берегу реки Таловой, вблизи места впадения в неё реки Ломовой, на расстоянии приблизительно 24 километров (по прямой) к северо-западу от Большой Мурты, административного центра района. Абсолютная высота — 227 метров над уровнем моря.

## Население
| 2010 |
| ---- |
| 609  |

Гендерный состав
По данным Всероссийской переписи населения 2010 года в гендерной структуре населения мужчины составляли 47,1 %, женщины — соответственно 52,9 %.
Национальный состав
Согласно результатам переписи 2002 года, в национальной структуре населения татары составляли 48 % из 558 чел., русские — 43 %.

## Инфраструктура
Функционируют средняя школа, фельдшерско-акушерский пункт, дом культуры и почтовое отделение.

## Улицы
Уличная сеть села состоит из восьми улиц и двух переулков.